# Goa, Damão e Diu
Goa, Damão e Diu foi território da União da Índia de 19 de dezembro de 1961 a 30 de maio de 1987. 
Este território da União é composto, atualmente, pelo Estado de Goa e dois pequenos enclaves de Damão e Diu na costa de Gujarate, que junto com Dadra e Nagar-Aveli, compunham a Índia Portuguesa. 
Este território foi incorporado por uma conquista militar dos indianos sobre os portugueses em 1961, mas só reconhecido por Portugal em 1974. 
Administrativamente o território era dividido em três distritos, Goa, Damão e Diu, com capital em Pangim. 
Em 1987, Goa foi elevado a condição de Estado da Índia, enquanto Damão e Diu permaneceram como território da união.